# 21e cérémonie des Empire Awards
La 21e cérémonie des Empire Awards, organisée par le magazine britannique Empire, a eu lieu le 20 mars 2016, et a récompensé les films sortis l'année précédente.
Les récompenses sont votées par les lecteurs du magazine.

## Palmarès

### Meilleur film
- The Revenant
  - Les Huit Salopards
  - Mad Max: Fury Road
  - Seul sur Mars
  - Star Wars, épisode VII : Le Réveil de la Force

### Meilleur acteur
- Seul sur Mars - Matt Damon
  - The Revenant - Leonardo DiCaprio
  - Macbeth, Steve Jobs - Michael Fassbender
  - Legend, Mad Max: Fury Road - Tom Hardy
  - Creed : L'Héritage de Rocky Balboa - Michael B. Jordan

### Meilleure actrice
- Danish Girl - Alicia Vikander
  - Sicario - Emily Blunt
  - Room - Brie Larson
  - Hunger Games : La Révolte, partie 2 - Jennifer Lawrence
  - Mad Max: Fury Road - Charlize Theron

### Meilleur réalisateur
- Star Wars, épisode VII : Le Réveil de la Force - J. J. Abrams
  - Creed : L'Héritage de Rocky Balboa - Ryan Coogler
  - The Revenant - Alejandro G. Iñárritu
  - Mad Max: Fury Road - George Miller
  - Seul sur Mars - Ridley Scott

### Meilleur scénario
- The Big Short : Le Casse du siècle - Charles Randolph, Adam McKay
  - Les Huit Salopards - Quentin Tarantino
  - Spotlight - Josh Singer, Tom McCarthy
  - Steve Jobs - Aaron Sorkin
  - Crazy Amy - Amy Schumer

### Meilleurs costumes
- Mad Max: Fury Road - Jenny Beavan
  - Carol - Sandy Powell
  - Cendrillon - Sandy Powell
  - Crimson Peak - Kate Hawley
  - Star Wars, épisode VII : Le Réveil de la Force - Michael Kaplan

### Meilleure bande originale
- Mad Max: Fury Road
  - Les Huit Salopards
  - Seul sur Mars
  - Sicario
  - NWA: Straight Outta Compton

### Meilleurs effets visuels
- Star Wars, épisode VII : Le Réveil de la Force
  - Ant-Man
  - Jurassic World
  - Mad Max: Fury Road
  - The Revenant

### Meilleur maquillage et coiffure
- Mad Max: Fury Road
  - Crimson Peak
  - Danish Girl
  - The Revenant
  - Star Wars, épisode VII : Le Réveil de la Force

### Meilleur court métrage
- World of Tomorrow
  - Kung Fury
  - Lave
  - Super Team Sanjay
  - Bègue

### Meilleur documentaire
- Amy
  - Going Clear: la Scientologie et la prison de la croyance
  - Il a nommé Me Malala
  - The Jinx: La Vie et Décès de Robert Durst
  - Faire un meurtrier

### Meilleur thriller
- 007 Spectre
  - Le Pont des espions
  - The Gift
  - Mission Impossible : Rogue Nation (Mission: Impossible – Rogue Nation)
  - Sicario

### Meilleur film britannique
- 007 Spectre
  - 45 ans
  - Legend
  - Macbeth
  - Les Suffragettes

### Meilleur film d'animation
- Vice-versa
  - Les Minions
  - Shaun le mouton, le film
  - Le Chant de la mer
  - Le Conte de la princesse Kaguya

### Meilleur film fantastique ou de science-fiction
- Star Wars, épisode VII : Le Réveil de la Force
  - Hunger Games : La Révolte, partie 2
  - Jurassic World
  - Mad Max: Fury Road
  - Seul sur Mars

### Meilleur jeu vidéo
- Batman: Arkham Chevalier
  - Bloodborne
  - Fallout 4
  - Metal Gear V solide: Le Phantom Pain
  - Wiedzmin 3: Dziki Gon

### Meilleure comédie
- Spy
  - Ant-Man
  - This Is Not a Love Story
  - Crazy Amy
  - Vice-versa

### Meilleur espoir féminin
- Star Wars, épisode VII : Le Réveil de la Force - Daisy Ridley
  - This Is Not a Love Story - Olivia Cooke
  - Mission Impossible : Rogue Nation (Mission: Impossible – Rogue Nation) - Rebecca Ferguson
  - It Follows - Maika Monroe
  - The Diary of a Teenage Girl - Bel Powley

### Meilleur espoir masculin
- Star Wars, épisode VII : Le Réveil de la Force - John Boyega
  - Beasts of No Nation - Abraham Attah
  - This Is Not a Love Story - Thomas Mann
  - NWA: Straight Outta Compton - Jason Mitchell
  - Room - Jacob Tremblay

### Meilleurs décors
- Mad Max: Fury Road - Colin Gibson
  - Crimson Peak - Thomas E. Sanders
  - Hunger Games : La Révolte, partie 2 - Philip Messina
  - Seul sur Mars - Arthur Max
  - Star Wars, épisode VII : Le Réveil de la Force - Rick Carter, Darren Gilford

### Meilleur film d'horreur
- Le Sanctuaire
  - Crimson Peak
  - Insidious : Chapitre 3
  - It Follows
  - Krampus

### Meilleure série télévisée
- This Is England '90
  - Daredevil
  - Fargo
  - Game of Thrones
  - Jessica Jones